# Лозенштайн
Лозенштайн (нем. Losenstein) — коммуна (нем. Gemeinde) в Австрии, в федеральной земле Верхняя Австрия.
Входит в состав округа Штайр. Население составляет 1697 человек (на 31 декабря 2005 года). Занимает площадь 19 км². Официальный код — 41509.

## Политическая ситуация
Бургомистр коммуны — Готтфрид Шу (АНП) по результатам выборов 2003 года.
Совет представителей коммуны (нем. Gemeinderat) состоит из 19 мест.
- АНП занимает 11 мест.
- СДПА занимает 7 мест.
- АПС занимает 1 место.

## Известные уроженцы
- Шоссер, Антон (1801—1849) — австрийский поэт.